# Viita-Lauas
Viita-Lauas är en sjö i kommunen Kuopio i landskapet Norra Savolax i Finland. Sjön ligger 127,2 meter över havet. Den är 3,3 meter djup. Arean är 1,01 kvadratkilometer och strandlinjen är 7,39 kilometer lång. Sjön  ingår i Kymmene älvs huvudavrinningsområde.   Den ligger omkring 18 kilometer sydväst om Kuopio och omkring 320 kilometer norr om Helsingfors. 